# David Kroča
David Kroča (* 1. října 1973 Uherské Hradiště) je český literární vědec. Zabývá se především teorií literatury, teorií přednesu a českou dramatikou 60. let. V letech 2015 až 2023 působil jako proděkan pro magisterské studium na Pedagogické fakultě Masarykovy univerzity.

## Život
Od dětství se věnoval uměleckému přednesu a pod pedagogickým vedením PhDr. Jiřího Pelána se v roce 1986 stal laureátem národního kola soutěže dětského přednesu. Působil také v literárně-dramatickém souboru na Základní škole Velehrad. V 90. letech se zúčastňoval přehlídek a soutěží v uměleckém přednesu a mezi jeho největší úspěchy patří vítězství na Moravském festivalu poezie ve Valašském Meziříčí v roce 1996.
V roce 1997 vystudoval magisterské studium na Pedagogické fakultě Masarykovy univerzity v oborech Učitelství českého jazyka a literatury a učitelství občanské výchovy pro střední školy. Během magisterského studia vyučoval na Klasickém a španělském gymnáziu v Brně. Následně se věnoval postgraduálnímu studiu literární vědy na Akademii věd ČR. Doktorskou práci obhájil v roce 2003 na Filozofické fakultě Masarykovy univerzity, kde v roce 2007 složil i státní rigorózní zkoušku. Habilitoval se v roce 2021 na Filozofické fakultě Masarykovy univerzity.
Působí jako vedoucí Katedry českého jazyka a literatury Pedagogické fakulty Masarykovy univerzity. Autorsky spolupracoval s Českým rozhlasem, Českou televizí a řadou periodik. Jako porotce se pravidelně účastní literárních soutěží a přehlídek.

## Vybrané publikace
- KROČA, David. Česká problémová dramatika šedesátých let 20. století. Brno: Masarykova univerzita, 2019. ISBN 9788021095403. Dostupné online.
- KROČA, David. Poetika dramat a básní Josefa Topola. Brno: Paido, 2005. Edice pedagogické literatury. ISBN 80-7315-101-4.
- PAVLOVSKÁ, Marie a David KROČA. Dramatická výchova a divadlo. Brno: Cerm, 1999. Item. Literatura. ISBN 80-7204-110-X.